# ᜊ
En el sistema de escritura de baybayin, la letra ᜊ es un carácter silábico que se corresponde con el sonido ba. 

## Uso
Si un punto se añade a la parte superior (ᜊᜒ), el sonido se convierte en un sonido bé o bi, por su parte, si un punto se añade a la parte inferior (ᜊᜓ), el sonido se convierte en una consonante bo o bú. El sonido se convierte en un sonido b si un virama se agrega a la parte inferior (ᜊ᜔). 

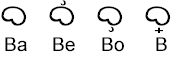
La silábico "ba" con sonidos convertidos

## Unicode
Esta letra tiene el código de Unicode U+170A, situado en el bloque tagalo.
| Carácter      | ᜊ                 | ᜊ                 |
| ------------- | ----------------- | ----------------- |
| Unicode       | TAGALOG LETTER BA | TAGALOG LETTER BA |
| Codificación  | decimal           | hex               |
| Unicode       | 5898              | U+170A            |
| UTF-8         | 225 156 138       | E1 9C 8A          |
| Ref. numérica | &#5898;           | &#x170A;          |